# Edgware (metropolitana di Londra)
Edgware è una stazione della metropolitana di Londra, sulla linea Northern di cui è uno dei capilinea settentrionali.

## Storia
La stazione aprì il 18 agosto 1924 come capolinea della seconda sezione dell'estensione verso nord della Charing Cross, Euston & Hampstead Railway (CCE&HR), oggi la linea Northern, dalla stazione di Golders Green. L'edificio della stazione fu progettato dall'architetto Stanley Heaps.
Malgrado avesse fin dal 1867 una stazione ferroviaria (in seguito chiusa nel 1939), sulla London & North Eastern Railway (LNER), nel 1924 Edgware era ancora un villaggio di campagna. La nuova stazione della metropolitana fu costruita alla periferia nord del villaggio, in una zona campestre e, come era nelle intenzioni, stimolò rapidamente lo sviluppo urbano e la crescita della popolazione.

### IlNew Works Programme

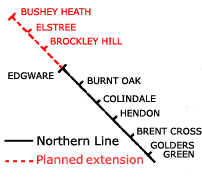
In rosso è indicata l'estensione verso Bushey Heath, progettata ma mai realizzata

Nel 1935 la London Underground annunciò l'inizio di un massiccio piano di modernizzazione, miglioramento ed espansione della rete metropolitana, noto come New Works Programme. Nell'ambito di questo piano erano previsti diversi interventi per la stazione di Edgware e per la linea Morden-Edgware (il nome con cui era designata all'epoca la linea Northern):
- un gruppo di linee ferroviarie della LNER nel nord di Londra, incluso il ramo da Finchley a Edgware, sarebbe stato rilevato dalla LU e amalgamato con la linea Northern. Questo progetto era noto come The Northern Heights plan.
- la linea della metropolitana sarebbe stata estesa da Edgware verso nord per 5 chilometri fino a un nuovo capolinea a Bushey Heath e un nuovo deposito treni ad Aldenham. Su questa estensione sarebbero state costruite tre nuove stazioni, in ordine da sud a nord: Brockley Hill, Elstree South e Bushey Heath.

Il diritto di far passare una linea ferroviaria lungo questo tratto era stato ottenuto in origine dalla Watford & Edgware Railway (W&ER) nel XIX secolo. La London Electric Railway aveva comprato la W&ER nel 1922 ma non aveva usufruito della servitù di passaggio. Il nuovo progetto comportava la chiusura della stazione LNER di Edgware (situata 200 metri a sud della stazione della metropolitana) e il mantenimento del collegamento tra la linea della W&ER e la linea della LNER dal punto in cui passava sopra i binari della metropolitana a est della stazione e verso nuove piattaforme da costruire nella stazione della metropolitana.
Se queste estensioni fossero state completate, sarebbe stato possibile viaggiare da Edgware verso il centro di Londra per mezzo di tre percorsi:
- la linea della metropolitana già esistente verso Golders Green, Camden Town e oltre;
- la ex linea della LNER fino a Finchley Central e Highgate, poi con l'altro ramo della Northern Line, verso Camden Town e oltre;
- la ex linea della LNER, via Finchley Central e Highgate, fino a Finsbury Park e poi, con la Northern City Line, fino a Moorgate e oltre.

### Rinvio e cancellazione
I lavori per adeguare le linee esistenti della LNER e per la costruzione della nuova linea per Bushey Heath iniziarono nei tardi anni trenta, ma furono bloccati dallo scoppio della guerra. Furono avviati i lavori per le nuove banchine a Edgware, e la stazione della LNER con la relativa diramazione furono chiuse al traffico passeggeri il 10 settembre 1939, in previsione delle migliorie future. Sulla nuova estensione, erano stati eseguite alcune trivellazioni e sbancamenti e alcune strutture erano state costruite, ma durante la guerra nessun lavoro fu portato avanti.
La Green belt di Londra fu creata dopo la guerra per limitare l'espansione urbana nella campagna circostante la metropoli. L'area attraverso la quale la nuova estensione di Bushey Heath avrebbe dovuto passare ricadeva nella Green belt, il che significò la cancellazione dei progetti residenziali originariamente previsti nella zona e di conseguenza fece venire meno l'utilità delle nuove stazioni.
La stazione di Edgware della LNER non fu mai riaperta al traffico passeggeri, anche se la linea rimase in uso per il traffico merci fino agli anni sessanta. I lavori di espansione sulla diramazione per Finchley vennero completati solo tra Finchley Central e Mill Hill East e solo quella tratta fu inglobata nella linea Northern. Il completamento dei progetti di espansione venne formalmente cancellato nel 1950.

### Incidenti
Il 27 luglio 1946 nella stazione di Edgware si verificò un incidente, quando il conducente di un treno in direzione nord, un tale James Lofting, soffrì di un attacco cardiaco mentre entrava in stazione. Il treno non si fermò in corrispondenza della banchina, e colpì i respingenti alla velocità di circa 5 miglia l'ora. Nessun passeggero rimase ferito in modo grave, ma Lofting morì per le conseguenze dell'attacco cardiaco prima che potesse essere estratto dai rottami. Fu accertato che Lofting aveva disattivato il dispositivo dell'uomo morto mentre il treno era ancora in movimento, probabilmente per via dello spasmo causato dall'infarto.

## Strutture e impianti
Edgware è stata rimodernata tra il 2008 e il 2009, con l'installazione di due ascensori per le piattaforme che la rendono accessibile ai passeggeri disabili. Sono state installate nuove telecamere di sicurezza e attivati nuovi sportelli di informazioni. I lavori sono stati completati nel gennaio 2009, con quattro mesi di anticipo sui tempi previsti.
La stazione di Edgware è compresa nella Travelcard Zone 5.

## Interscambi
Nelle vicinanze della stazione effettuano fermata numerose linee automobilistiche urbane, gestite da London Buses, nonché alcune linee extraurbane della compagnia Uno.
- Fermata autobus